# 长药八宝
长药八宝（学名：Hylotelephium spectabile）又称长药景天、石头菜、蝎子掌,为景天科八宝属植物。

## 形态
多年生肉质草本；常为倒卵形对生至轮生叶子；夏秋开淡红色花，花极茂盛成顶生伞房状聚伞花序，一部分雄蕊远较花瓣长。

## 分布
分布于朝鲜及中国大陆的河南、吉林、河北、山东、黑龙江、安徽、陕西、辽宁等地，生长于海拔700米的地区，常生长在低山多石山坡上，目前尚未人工引种栽培。